# Coerentism
Coerentismul este un sistem conceptual cognitiv care cere ca un set de propoziții sau acțiuni care descriu, modelează sau explică un obiect, proces, funcție sau eveniment, să nu se contrazică între ele, să participe fiecare cu o anume informație, la caracterizarea sau explicarea stării de analizat și cunoscut.
Pentru a explicita și înțelege coerentismul trebuie să știm ce este coerența, cuvânt des folosit dar uneori vag sau incorect semnificat.
Suntem coerenți în vorbire atunci când alegându-ne un subiect de discuție-analiză, nu facem afirmații care se neagă unele pe altele, sau nu introducem în discurs propoziții externe subiectului, care aduc informații fără nici o legătură cu domeniul investigat.
Când construim un discurs cognitiv al cărui scop este să explice un obiect, proces, funcție sau eveniment, trebuie să facem afirmații verificabile despre subiectul de cunoscut, fiecare afirmație fiind bazată fie pe o experiență relevantă, în masură să pună în evidență calități sau particularități interactive distinct observate, sau afirmațiile facute să aibă la bază un proces argumentant, să rezulte din premize precis formulate, necontradictorii, și din lanțuri infereniale corect dezvoltate și finalizate.
Afirmnațiile derivate dintr-o analiză de caz nu trebuie să se opună una alteia, nu trebuie să introducă date nerelevante, ambigue, sau să ducă la consecințe contradictorii.
Coerența lingvistic-discursivă este capabilitatea de a ne fixa cu precizie un anume domeniu de investigare prin experiment și analiză, a face afirmații verificabile și concordante și a păstra în dezvoltarea discursului tema inițială, adică a nu aluneca abrupt sau progresiv către discutarea unui subiect diferit, fără legătură cu cel care a determinat discuția.
Într-o teorie științifică coerentă se cere să fie specificat cu precizie și pe cât posibil complet, spațiul și componentele de cunoscut, să se delimiteze mijloacele de cercetare și criteriile de evaluare a rezultatelor, iar afirmațiile făcute să se refere toate la obiectul sau procesul de cunoscut, să fie verificabile, logic construite și să furnizeze o explicație cu potențial predictiv, a obiectului-procesului conceptualizat formal. Predictibilitatea unui proces natural sau social, implică capacitatea modelului teoretic de a oferi date cantitative precise, asupra comportamentului pe animite intervale de viitor, a procesului.
Trebuie să subliniem că strategia cognitivă coerentistă pune accent pe integralitatea și unitatea sistemului explicant de modalitate, pe continuitatea descriptiv modelantă a mulțimii afirmațiilor care explică un mod existențial, fenomenal, social, individual.
Coerentismul precizează superioritatea potențialului explicant a întregului discursiv, unitar și noncontradictoriu, în raport cu o înlănțuire de afirmații care se referă la mai multe teme, nu posedă o continuitate, progresivitate și completitudine explicantă, nu finalizează descriptiv, calitativ, cantitativ și cauzal, nici unul din intervalele de fenomenalitate sau analiza filozofica ori sociala abordate.
Coerentismul este o modalitate discursiv explicanta structural, relational, sau dinamic, care accentuează importanța integralitătii analizei si sintezei cognitive, a necesității tuturor propozițiilor și a înlănțuirii lor într-o corelare corecta si optima, este o teorie a intercondiționării tuturor componentelor unei analize și sinteze conceptuale.